# Wolfgang Jeßner
Wolfgang Jeßner (* 8. Juli 1931) ist ein ehemaliger deutscher Fußballspieler. 1956 und 1957 spielte er mit dem SC Rotation Leipzig in der DDR-Oberliga, der höchsten Spielklasse im DDR-Fußball.

## Sportliche Laufbahn
Im Alter von 24 Jahren bestritt Wolfgang Jeßner in der Saison 1954/55 seine ersten Punktspiele im höherklassigen Fußball. Für die Betriebssportgemeinschaft (BSG) Empor Wurzen absolvierte er in der zweitklassigen DDR-Liga die letzten sechs  Punktspiele, wobei er sich bei seinem ersten Einsatz mit seinem schließlich einzigen Tor einführte. In der Regel wurde er als Mittelstürmer eingesetzt. Anschließend wurde im DDR-Fußball zur Umstellung auf die Kalenderjahr-Saison nach sowjetischen Vorbild im Herbst 1955 eine dreimonatige Übergangsrunde mit 13 Spieltagen durchgeführt. Wolfgang Jeßner kam in neun Spielen zum Einsatz, ohne ein Tor zu erzielen. Trainer Hans Studener experimentierte mit ihm zunächst als Stürmer, danach setzte er ihn sowohl in der Abwehr als auch im Mittelfeld ein. 
Zur Saison 1956 wechselte Jeßner zum Oberligisten SC Rotation Leipzig, dem Spitzenclub der Sportvereinigung Rotation, wo er den Platz des ausgeschiedenen Stürmers Gerhard Matthäus einnehmen sollte. Leipzigs Trainer Heinz Krügel setzte Jahn sofort am 1. Spieltag auf Matthäus‘ Position als halblinken Stürmer ein, wechselte ihn aber nach 55 Minuten aus. Erst vom 10. Spieltag an spielte Jeßner regelmäßig, stand noch vierzehnmal in der Startelf, jedoch nur fünfmal über die volle Spieldauer. Insgesamt kam er auf 16 Oberligaeinsätze, in denen er in der Regel auf der linken Angriffsseite aufgeboten wurde. Am 14. Spieltag schoss Jeßner in der Begegnung SC Rotation – Lok Stendal beim 5:3-Sieg sein erstes Oberligator, das auch das einzige in dieser Saison blieb. Von den 26 Oberligaspielen der Saison 1957 bestritt Jeßner 19 Partien. Sein früherer und jetzt neuer Trainer des SC Rotation Studener setzte ihn nun durchgehend und stets von Beginn an als halbrechten Stürmer ein und wechselte ihn nur einmal aus. Mit seinen neun Treffern wurde Jeßner Torschützenkönig seiner Mannschaft. Zwei Wochen vor dem Start in die Saison 1958 teilte der SC Rotation Leipzig mit, dass sein Spieler Wolfgang Jeßner wegen clubunwürdigenden Verhaltens ausgeschlossen wurde. 
Jeßner wechselte zur BSG Lok Ost Leipzig in die drittklassige II. DDR-Liga, mit der er zum Saisonende 1958 in die Bezirksliga abstieg. 1959 gewann er mit Lok Ost den Leipziger Kreispokal, wobei er beim 4:2-Finalsieg zwei Tore beisteuerte. Seine letzte Fußballstation war die drittklassige BSG Motor Grimma, wo er 1965 eine sportliche Laufbahn beendete. 